# Jerzy Żuławski

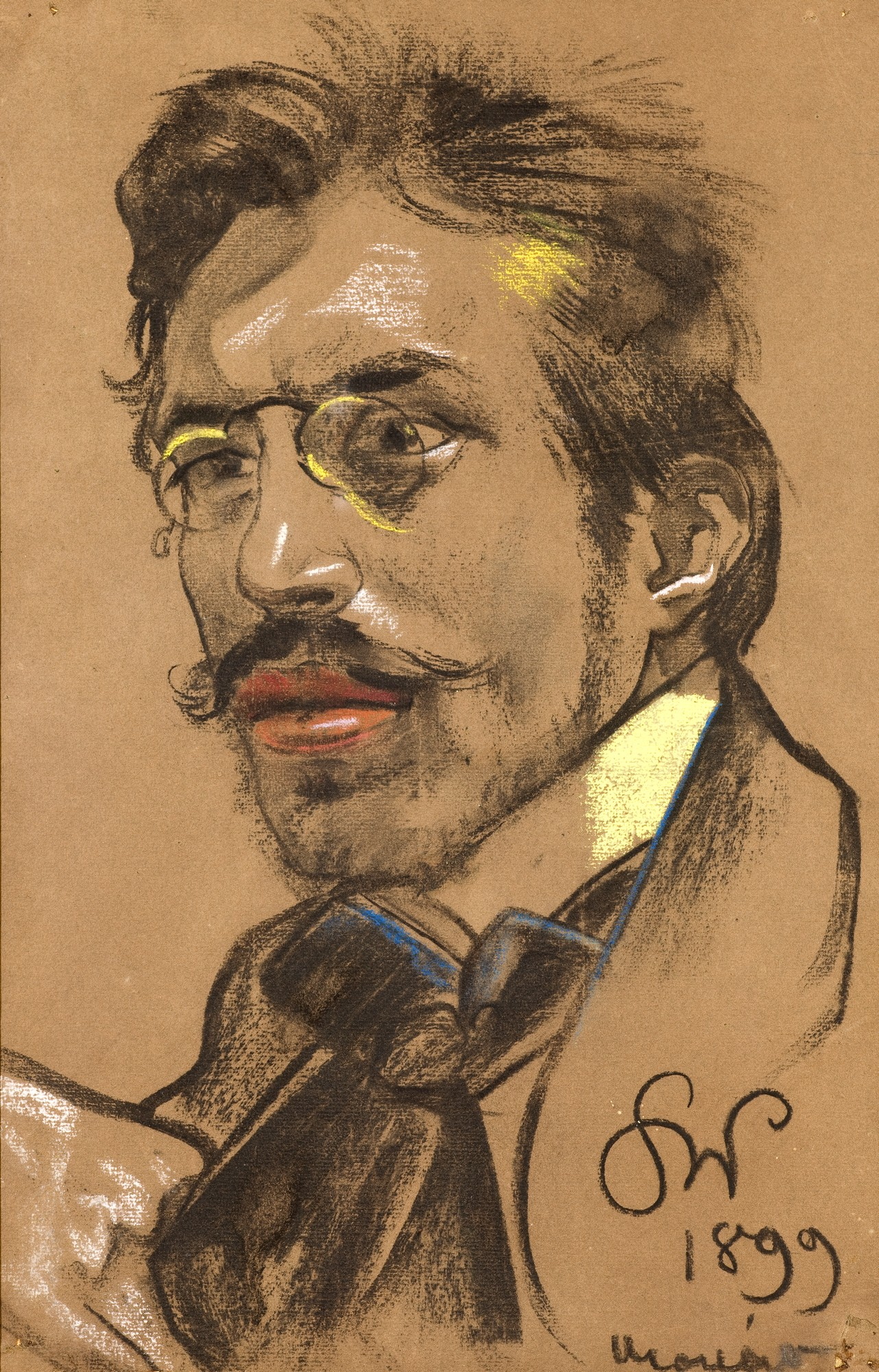
Portret Jerzego Żuławskiego autorstwa Stanisława Wyspiańskiego

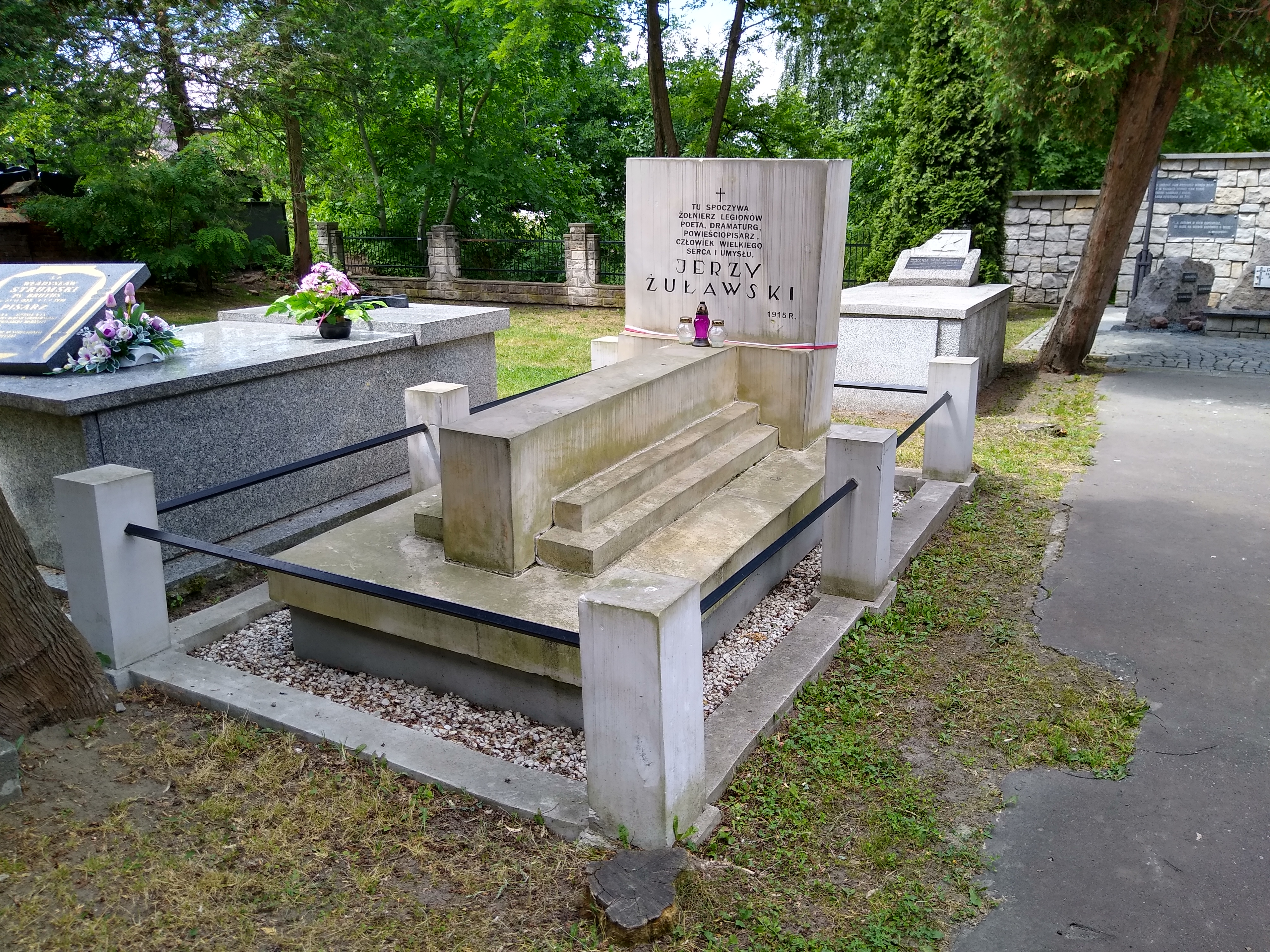
Grób pisarza na Cmentarzu Wojskowym w Dębicy (2024)

Jerzy Żuławski herbu Szeliga (ur. 14 lipca 1874 w Lipowcu, zm. 9 sierpnia 1915 w Dębicy) – polski filozof, pisarz, poeta i dramaturg okresu Młodej Polski. Wraz z Władysławem Umińskim i Antonim Langem jeden z prekursorów polskiej literatury fantastycznonaukowej. Jako poeta przedstawiciel dekadentyzmu i katastrofizmu. Autor dramatów symbolicznych oraz prozy poetyckiej, a także esejów filozoficznych. Działacz niepodległościowy. Podporucznik Legionów Polskich.

## Życiorys
Syn Kazimierza i Józefy z domu Gosławskiej, brat Zygmunta. Urodził się i do drugiego roku życia przebywał w folwarku Lipowiec (obecnie przysiółek wsi Glinik) dzierżawionym przez jego ojca. Lipowiec w tym czasie był małym majątkiem ziemskim, obejmującym około 100 mórg (czyli ponad 50 hektarów) ornego gruntu, dom mieszkalny, zabudowania folwarczne, gumna, stajnię i owczarnie. Lata dzieciństwa późniejszy pisarz spędził w rodzinnym majątku, w Młynnem w dworku „Słomiana” pod Limanową. Majątek ten obejmował 300 morg gruntu ornego wraz z lasem. „Słomiana” – czteropokojowy dworek pomieścić musiał ośmioosobową rodzinę, Jerzy miał bowiem pięciu braci.  Uczęszczał do gimnazjum w Bochni, następnie do szkoły realnej w Krakowie. Od 1892 studiował na politechnice w Zurychu, zaś od 1895 do 1898 roku na Wydziale Filozoficznym uniwersytetu w Bernie, gdzie uzyskał doktorat na podstawie rozprawy „Das Problem der Kausalität bei Spinoza”, której streszczenie znaleźć można w roczniku „Studiów filozoficznych” z 1901 roku. Po powrocie do Polski uczył w gimnazjum w Jaśle i Krakowie. Od 1902 roku poświęcił się wyłącznie pracy literackiej. Żuławski związany był ze środowiskiem krakowskiej bohemy artystycznej, przyjaźnił się z Kasprowiczem, Przybyszewskim, Rydlem i Tetmajerem. Po 1900 dużo podróżował. Rozwijał pasję narciarza, alpinisty i taternika. Wraz z bratem Januszem 28 sierpnia 1909 dokonał pierwszego letniego wejścia na Przełączkę pod Kopą Popradzką i Smoczą Grań w Tatrach Wysokich .
W 1910 roku zamieszkał na stałe w Zakopanem. Był współzałożycielem Tatrzańskiego Ochotniczego Pogotowia Ratunkowego. Prowadził w willi „Łada” otwarty dom literacki, w którym gościli Witkacy, Staff, Kasprowicz, Tetmajer. Prowadził kabaret literacki "Wesoła Buda" i redagował czasopismo "Zakopane" . 
Gdy wybuchła I wojna światowa, 9 sierpnia 1914 r. wstąpił do formujących się oddziałów strzeleckich, zabierając z domu szablę swojego ojca, która służyła mu w czasie powstania styczniowego. Przez 2 dni był komisarzem Wojsk Polskich w Książu, a później komisarzem Polskiej Organizacji Narodowej w 1914 roku i redagował pismo "Do Broni". Po rozwiązaniu PON był delegatem Departamentu Wojskowego NKN w Zakopanem. 30 kwietnia 1915 r. mianowany podporucznikiem Legionów, objął kierownictwo biura historycznego w Komendzie Legionów w Piotrkowie (z przydziałem do 4. pp), sprawował również funkcję łącznika między Komendą Legionów a sztabem I Brygady. Zmarł 9 sierpnia w szpitalu wojskowym w Dębicy na tyfus brzuszny . 10 sierpnia 1915 został pochowany na miejscowym cmentarzu wojennym.
Był dwukrotnie żonaty: w latach 1898–1907 z Heleną Marią z Sienkiewiczów, córką dyrektora szkoły średniej w Jaśle, a od 1908 z Kazimierą Hannicką z Zakopanego, z którą miał trzech synów Marka, Juliusza i Wawrzyńca.
Zarządzeniem prezydenta RP Ignacego Mościckiego z 20 lipca 1932 został odznaczony pośmiertnie Krzyżem Niepodległości za pracę w dziele odzyskania niepodległości.

## Twórczość
Debiutował jako poeta w roku 1895 zbiorem Na strunach duszy mocno osadzonym w poetyce dekadentyzmu.
Jego najbardziej znane utwory to trylogia science fiction dziejąca się na Księżycu (Na srebrnym globie, Zwycięzca, Stara Ziemia). Był autorem wielu zbiorów wierszy, powieści, sztuk scenicznych, rozpraw filozoficznych i estetycznych. Publikował w „Życiu”, „Młodości”, „Krytyce”, „Strumieniu”, „Chimerze”, „Słowie Polskim”. W 1900 był (wraz z Janem Stenem) redaktorem „Krytyki” . Trylogia księżycowa tłumaczona na język czeski, niemiecki, rosyjski, węgierski była inspiracją dla wielu pisarzy, zarówno polskich (np. Stanisław Lem), jak i obcych. Na jej podstawie stryjeczny wnuk pisarza, Andrzej Żuławski, nakręcił film Na srebrnym globie.
Jeden z jego najbardziej znanych wierszy „Do moich synów” (zaczynający się od słów: Synkowie moi/poszedłem w bój/jako wasz dziadek/a ojciec mój), został napisany w 1914 r.
W 2008 roku utworzona została Nagroda Literacka im. Jerzego Żuławskiego dla najlepszych polskich utworów fantastycznych.

## Publikacje

### Powieści
- cykl powieściowy Trylogia księżycowa, 1903-1911
  - Na srebrnym globie. Rękopis z Księżyca[15] (Towarzystwo Wydawnicze S. Sadowski, Lwów 1903)
  - Zwycięzca[16] (Gebethner, Kraków 1910)
  - Stara Ziemia[17] (Gebethner, Kraków 1911)
- cykl powieściowy Laus feminae, 1914-1916
  - tom 1 Powrót[18] (Tow. Akc. S. Orgelbranda Synów, Warszawa 1914)
  - tom 2 Profesor Butrym[19] (Tow. Akc. S. Orgelbranda Synów, Warszawa 1916)

### Zbiory opowiadań
- Opowiadania prozą[20] (1902)
- Bajka o człowieku szczęśliwym[21] (1910)
- Kuszenie szatana (1910)

### Zbiory poezji
- Na strunach duszy[13] (1895)
- Intermezzo[22] (1897)
- Stance o pieśni (1897)
- Poezje[23] (1900)
- Z domu niewoli[24] (1902)
- Poezje tom I (1908, z cyklem Dolce stil nuovo)

### Zbiory esejów
- Prolegomena[25] (1902)
- Szkice literackie[26] (1913)
- Przed zwierciadłem prawdy[27] (1914)
- Miasta umarłe[28] (1918)

### Dramaty
- Dyktator[29] (1903)
- Wianek mirtowy (1903)
- Eros i Psyche[30] (1904)
- Ijola[31] (1905)
- Gra.Tryptyk sceniczny[32] (1906)
- Donna Aluica[33] (1906)
- Za cenę łez[34] (1909)
- Koniec Mesjasza[35] (1911)
- Gród Słońca[36] (1911)

### Książki popularnonaukowe
- Benedykt Spinoza. Człowiek i dzieło[37][38] (1902)